# زبيد طيء
زُبيد طيء هم زُبيد الشام والعراق، وهم البطن الثاني من قبيلة طيء،
وهم: بنو زبيد بن معن بن عمرو بن عنيز بن سلامان بن عمرو بن الغوث بن فطرة بن طيء. وكانت لهم زعامة طيء في حائل، في القرنين الثامن والتاسع حتى بداية القرن العاشر الهجري. وآخر أمرائهم فيها هو الأمير بهيج بن ذبيان الزبيدي الطائي.
ومن قبائل زبيد طيء : العقيدات و الجبور و الدليم والبو سلطان واللهيب.

## هجرة زبيد من حائل
كان آخر أمراء زبيد في حائل هو بهيج بن ذبيان الزبيدي الطائي، الملقب بسلطان البر. وقد نص على ذلك المؤرخ ابن عقيل الظاهري والعلامة عباس العزاوي والدكتور المؤرخ عبد الله الصالح العثيمين والدكتور علي الشواخ الشعيبي والمؤرخ عبد الرحمن السويداء ومؤرخ الجزيرة العربية العلامة حمد الجاسر وغيرهم.
وفي عهد بهيج بن ذبيان الزبيدي كانت قد وصلت آنذاك من الجنوب إلى حائل قبيلة عبدة الضيغمية المشهورة بالسناعيس، لتنضم إليها قبيلتي الأسلم وزوبع الطائيتين، مشكلين بذلك جبهة كبيرة وقوية ضد بهيج وقومه الزبيد وحلفائهم من قبيلة بني لام الطائية، لينتهي الأمر بإجلاء بهيج عن حكم الجبلين، والذي كان يتخذ من قرية عقدة التي ينتسب لها العقيدات الزبيد عاصمة لها. وليرحل نحو العراق، ولتنشأ بعد ذلك إمارة قبيلة شمر بزعامة الضياغم وأمرائهم آل علي ثم آل الرشيد.
وبعد خروج بهيج بن ذبيان من عقدة تتابع لحاق الزبيد له نحو الشمال ؛ من فرق الجبور والدليم  والعزة واللهيب والبو سلطان وغيرها. وكان آخر من هاجر من الزبيد نحو الشمال هم الزبيد من أبناء علي السالم الصهيبي الذين كانوا يسكنون في عقدة ونواحيها، فسمووا بالعقيدات تمييزا لهم عمن سبقهم من أبناء عمومتهم إلى وادي الفرات الأوسط في سوريا والعراق. وكانت هجرتهم في بدايات القرن الحادي عشر الهجري؛(1010إلى 1030 هجرية)، الموافق لبدايات القرن السابع عشر الميلادي؛ (1600 إلى 1630 ميلادية). فيما يعرف بآخر الهجرات البدوية الكبرى التي ذكرها العلامة أحمد وصفي زكريا في كتابه عشائر الشام.

وقد قال الأمير بهيج بن ذبيان الزبيدي قصيدته المشهورة عندما تم تحديره من عاصمته عقدة في حائل:
إلا أنّ بهجياً بعد ذلك قد غزا حائل مع بعض قومه لأخذ الثأر، فقتل تسعين رجلاً من الجعفر الضياغم وتيتّم أبناؤهم، وسُمّي هذا الفخذ من الجعفر باليُتمان، ولا يزالوا يعرفون به حتى الآن، ثمّ رجع لدياره الجديدة في الجزيرة الفراتية في سوريا والعراق. وقد ذكر هذه الحادثة كل من المؤرخ عبد الرحمن بن زيد السويداء والعلامة حمد الجاسر. وهي مشهورة عند قبيلة عبدة الضيغمية.